# Ozoir-le-Breuil
Ozoir-le-Breuil foi uma comuna francesa na região administrativa do Centro, no departamento Eure-et-Loir. Estendia-se por uma área de 22,53 km². Em 2010 a comuna tinha 442 habitantes (densidade: 19,6 hab./km²).
Em 1 de janeiro de 2017, passou a formar parte da nova comuna de Villemaury.